# والسینگام
والسینگام (به انگلیسی: Walsingham) یک روستا و محله مدنی در بریتانیا است که در North Norfolk واقع شده‌است. والسینگام ۱۸٫۹۸ کیلومتر مربع مساحت و ۸۱۹ نفر جمعیت دارد.